# Santomera
Santomera é um município da Espanha na província e comunidade autónoma de Múrcia. Tem 44,2 km² de área e em 2021 tinha 16 154 habitantes (densidade: 365,5 hab./km²).

## Demografia
| Variação demográfica do município entre 1991 e 2004 | Variação demográfica do município entre 1991 e 2004 | Variação demográfica do município entre 1991 e 2004 | Variação demográfica do município entre 1991 e 2004 |
| --------------------------------------------------- | --------------------------------------------------- | --------------------------------------------------- | --------------------------------------------------- |
| 1991                                                | 1996                                                | 2001                                                | 2004                                                |
| 8518                                                | 9978                                                | 11726                                               | 12777                                               |